# Ellipteroides dolorosus
Ellipteroides dolorosus är en tvåvingeart som först beskrevs av Alexander 1922.  Ellipteroides dolorosus ingår i släktet Ellipteroides och familjen småharkrankar. Inga underarter finns listade i Catalogue of Life.